# カーソン・シッソトリー
カーソン・シッソトリー (Carson Cistulli, 1979年12月23日 - ）はアメリカの詩人、ジャーナリストである。彼は野球について書いている。彼はまた、シアトルマリナーズについて書いている。

## 主要作品

### 詩集
- Englished by Diverse Hands (2003年)
- Free Radicals: American Poets Before Their First Books (2004年)
- Some Common Weaknesses Illustrated (2006年)
- Assorted Fictions (2006年)
- Origin, sixth series, Spring (2006年)
- A Century of Enthusiasm (2007年)
- The Prostituesdays Anthology (2008年)

### 散文
- I am Trying to Break Your Eyes: A Lengthy Meditation on Baseball and the Science of Happiness (2009年)
- Sabermetric Blogging and the Oinoanda Inscription (2010年)
- Three Ways To Understand Cliff Lee (2010年)
- Fifth inning changed everything (2010年)

| スタブアイコン | サブスタブ | この項目は、まだ閲覧者の調べものの参照としては役立たない、文人（小説家・詩人・歌人・俳人・作詞家・作家・放送作家・随筆家（コラムニスト）・文芸評論家）に関連した書きかけの項目です。この項目を加筆・訂正などしてくださる協力者を求めています（P:文学/PJ:作家）。 |